# Маврици Горн
Горн Маврици (пол. Maurycy Horn; 16 листопада 1917, Відень — 21 листопада 2000, Варшава) — польський історик єврейського походження.

## Біографія
Народився 16 листопада 1917 в м. Відень. 1948—1956 — старший викладач і доцент Львівського педагогічного інституту. 1956—1957 — доцент Львівського університету. Від 1957 — доцент, з 1966 — професор і ректор Вищої педагогічної школи в м. Ополе (Польща), 1973—1990 — директор Єврейського історичного інституту у Варшаві. Автор низки досліджень з соціально-економічної історії Галичини 1-ї половини 17 століття.
Помер 21 листопада 2000 у м. Варшава.